# Hermetia impressa
Hermetia impressa är en tvåvingeart som beskrevs av James 1967. Hermetia impressa ingår i släktet Hermetia och familjen vapenflugor. Inga underarter finns listade i Catalogue of Life.